# Kås Hoved
Kås Hoved är en udde i Danmark.   Den ligger i Skive kommun i Region Mittjylland, i den nordvästra delen av landet, 260 km väster om Köpenhamn. 